# Ulica talcev (Maribor)

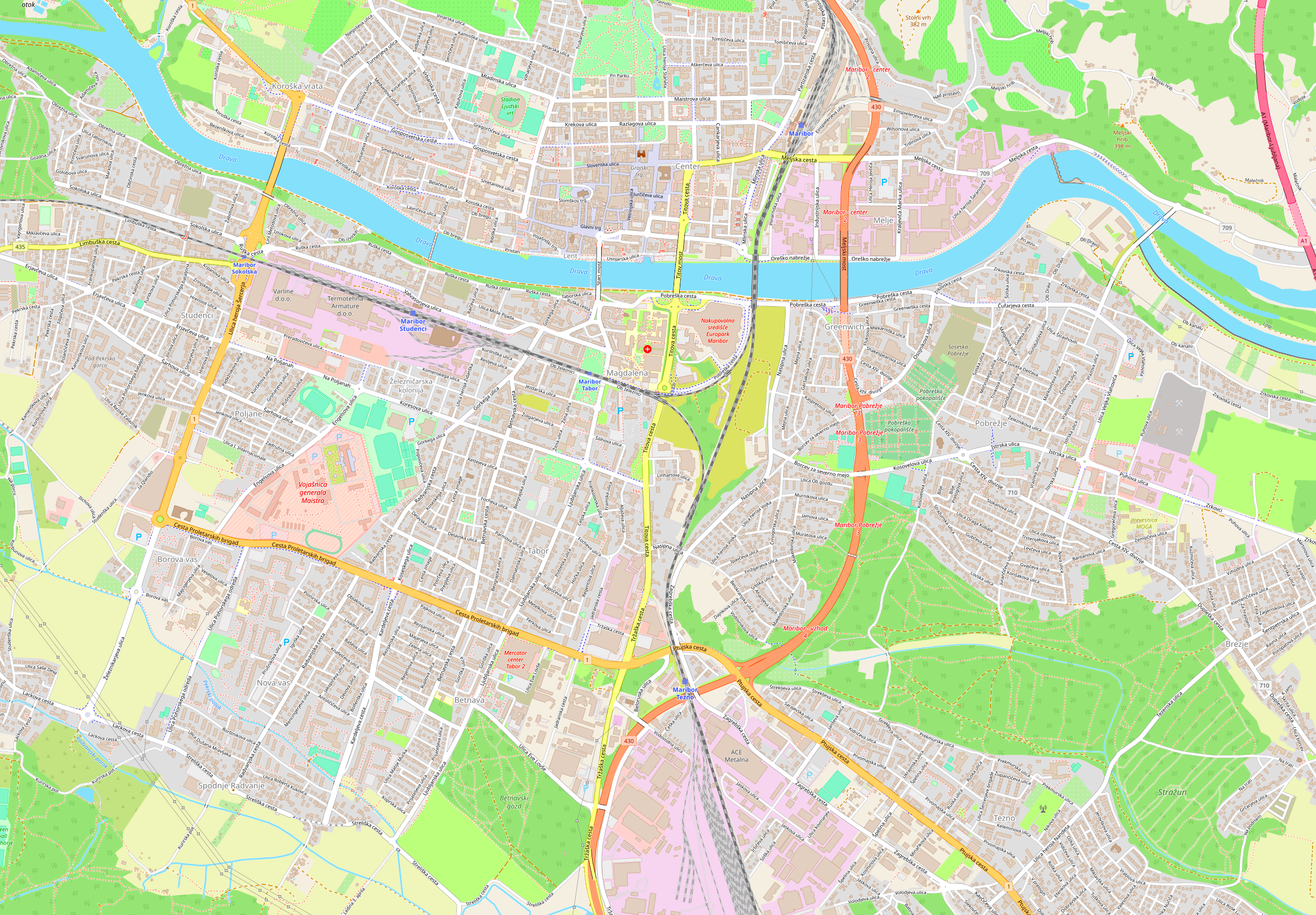

Ulica talcev (deutsch: Geisel-Gasse) ist der Name einer Straße im Bezirk Center der Stadtgemeinde Maribor, Slowenien. 

## Geschichte
Im Jahr 1898 erhielt eine neue Straße in der Grazer-Vorstadt den Namen Gerichtsgasse, nach dem neuen Gerichtsgebäude des Bezirksgerichts, das an dieser Straße errichtet wurde. Ab 1919 wurde die slowenische Form Sodna ulica genutzt. 
Nach der deutschen Besetzung 1941 wurde die Straße in Gerichtshofgasse umbenannt. Im Mai 1945 wurde ihr der slowenische Name Sodna ulica zurückgegeben. 1952 die Straße in Ulica talcev (Geiselgasse) umbenannt. 
Bei den Geiseln handelte es sich um Mitglieder der slowenischen Befreiungsbewegung während der deutschen Besetzung von 1941 bis 1945, die von den deutschen Besatzungsbehörden in Verantwortung des Reichsstatthalters Sigfried Uiberreither ohne Gerichtsverfahren hingerichtet wurden.

## Lage
Die Straße beginnt an der Partizanska cesta, Kreuzung Prešernova ulica. Sie verläuft nach Süden parallel zur direkt westlich gelegenen Titova cesta und geht an der Tito-Brücke in die Loška ulica über.

## Abzweigende Straßen
Die Ulica Ulica talcev berührt folgende Straßen (von Nord nach Süd): Sodna ulica, Ulica heroja Bračiča (Maribor), Ulica kneza Koclja.